# Castellot de Joveró
Castellot de Joveró és una torre fortificada de Jorba (Anoia) inclosa a l'Inventari del Patrimoni Arquitectònic de Catalunya.

## Descripció
Torre fortificada ubicada en el cim d'un turó al peu del Pla del Magre i prop de la Casa Roja. Planta rectangular amb un únic accés al migdia. Dues de les seves cantoneres estan desfetes i està assentada damunt d'un ferm rocós. Els murs són construïts a base de doble filada i amb farcit interior. Els carreus són escudejats i en algun sector es pot apreciar alguna filada vertical. Els carreus són d'arenisca i estan lligats amb morter de calç i arena. En el seu entorn hem apreciat algun fragment de ceràmica grisa medieval. Aquest tipus de construcció és corrent en el segle xiv i sembla tenir alguna finalitat estratègica.

## Història
Segons M. Ignasi Maria Colomer, aquesta construcció podria tractar-se del "domum" de Cocala, que Pere de Redorta, bisbe de Vic, el concedí l'any 1160 a Guerau de Jorba. De totes maneres el domum o el mansi de Cucala o Cocala és citat en el segle xiii i especialment en el segle xiv, segons diverses cites comentades en el vol. V d'"Els Castells Catalans".